# Carndonagh
Carndonagh (irl. Carn Domhnach) – miasto w Irlandii, na półwyspie Inishowen w hrabstwie Donegal. Przemysł włókienniczy i spożywczy.

## Krzyż Donagh

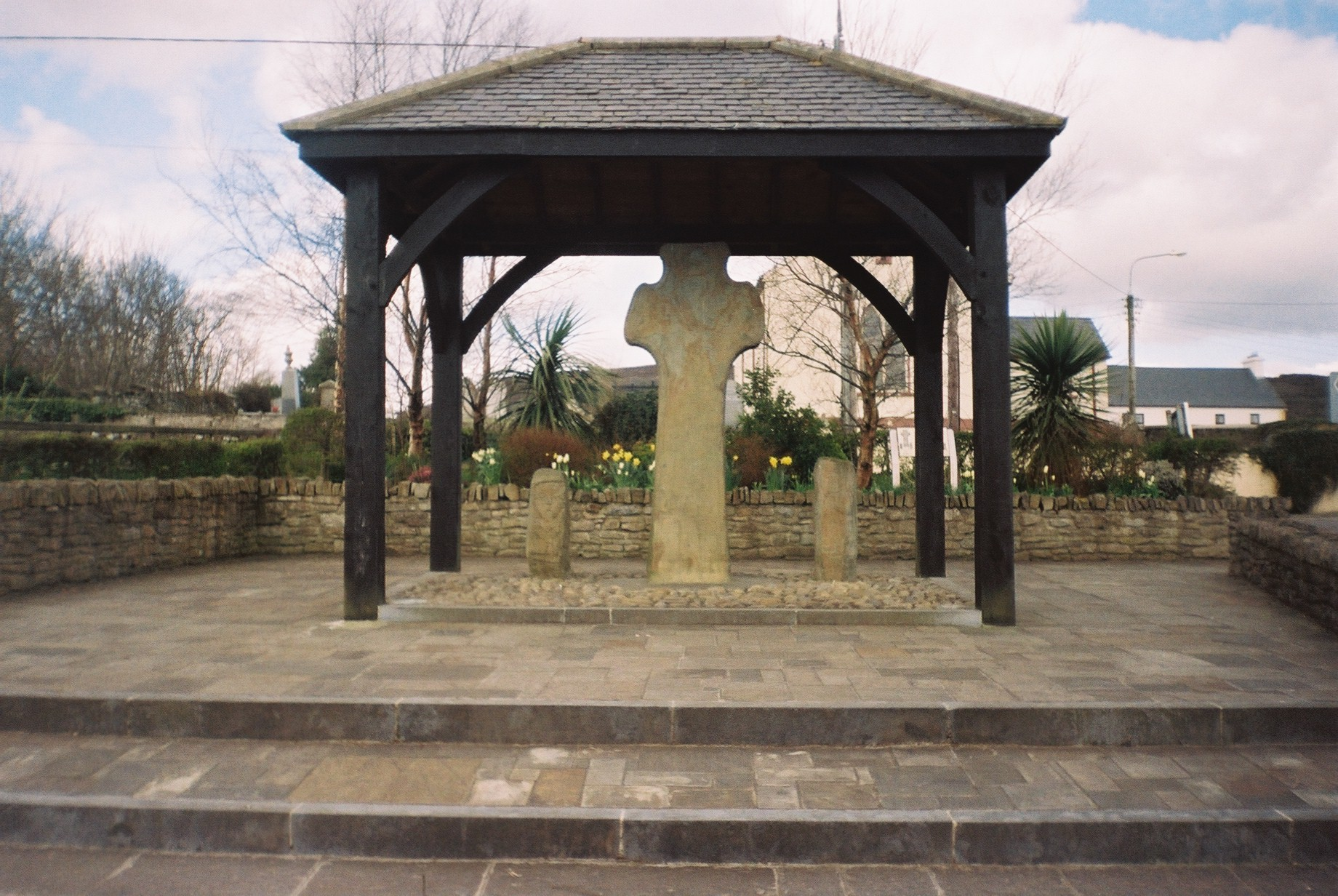
Krzyż Donagh

Na zachodnich obrzeżach miasta, przy drodze do Buncrany stoi kamienny, wczesnochrześcijański Krzyż Donagh (zwany też Krzyżem Carndonagh lub Krzyżem Świętego Patryka) z VII wieku n.e. Zalicza się do najstarszych w Irlandii i należał niegdyś do klasztoru, który Święty Patryk wzniósł dla biskupa Mac Cairthena. Obok Krzyża Donagh stoją dwa mniejsze krzyże. Wszystkie krzyże zdobione są staroceltyckimi ornamentami.